# Пологівський ґебіт
Поло́гівський ґебі́т, окру́га Поло́ги (нім. Kreisgebiet Pologi) — адміністративно-територіальна одиниця генеральної округи Дніпропетровськ Райхскомісаріату Україна часів Німецько-радянської війни, з центром у Пологах.

## Історія
Ґебіт утворено о 12 годині дня 1 вересня 1942 року  на території Запорізької області у рамках розширення генеральної округи Дніпропетровськ за рахунок лівобережних  районів Дніпропетровщини та Запорізької області, що до того часу перебували під військовою адміністрацією тилового району групи армій «Центр», не входячи до райхскомісаріату. 
Спочатку округа поділялася на 3 райони: район Куйбишеве (нім. Rayon Kujbyschewo), район Пологи (нім. Rayon Pologi) і район Чернігівка (нім. Rayon Tschernigowka),  які територіально відповідали трьом радянським районам:  Куйбишевському, Пологівському і Чернігівському. 
1 березня 1943 року відбулися зміни в районуванні округи: у східній частині району Куйбишеве створено новий район Грунау (нім. Rayon Grunau), що охоплював такі населені пункти як Маринопіль, Мар'янівка і Пробудження та інші села колишнього Люксембурзького німецького національного району, який у 1939 був приєднаний до Куйбишевського району. З решти Куйбишевського району утворився район Куйбишеве вже в іншому складі і межах. Таким чином, після 1 березня 1943 і до ліквідації Пологівський ґебіт складався з 4 районів: Грунау, Куйбишеве, Пологи і Чернігівка.
У адміністративному центрі ґебіту виходила газета «Нове життя» (1 грудня 1942 — 1943). Редактор — А. К. Рауш.
Ґебіт фактично існував до захоплення міста Пологи радянськими військами у вересні 1943 року. 